# Predator: Concrete Jungle
Predator: Concrete Jungle je akční third-person shooter videohra, která vyšla roku 2005 pro konzole PlayStation 2 a Xbox. Ve hře je hlavní postavou Predátor, který se snaží získat zpět svou hrdost zabíjením lidí ve snaze získat zpět svou technologii.
Hra nese jméno podle původního stejnojmenného komiksu společnosti Dark Horse Comics, na jehož základě vyšla i stejnojmenná kniha Predátor: Betonová džungle.

## Příběh
Děj začíná ve fiktivním velkoměstě zvaném "New Way-City" v roce 1930. Z okna jednoho kostela vyběhne prchající Predátor, který je neznámo proč raněn, o oko chudší, a je pronásledován místními gangstery. Jeho cílem je dostat se do kanálů a nalézt svou kosmickou loď, která mu umožní uprchnout ze Země. Masakruje každého, kdo mu zkříží cestu, včetně policie, mafie i místních buranů.
Na konci, když je skoro u cíle, je téměř zabit explozí, která poškodí jeho loď a zraní ho natolik, že nemůže dále pokračovat. V zoufalství odstartuje svoji sebedestrukci. Ta sice srovná se zemí část města (cca 300 bloků), ale on ze spálených trosek stejně vyleze. Je vyzvednut kosmickou lodí svých druhů. Ti ho za trapnou porážku odsuzují k vyhnanství na planetě osídlené hmyzovitým plemenem vetřelců (k čemuž zřejmě došlo, když facehuggeři oplodnili tamní obří hmyz). Predátor se však jen tak nevzdává a bojuje.
Za 100 let se predátoři na planetu vrátí a najdou svého bratra, stojícího na kupě mrtvých vetřelců. Za svoji vůli přežít je mu udělena druhá šance na vykoupení. Na Zemi se nyní píše rok 2030 a probíhá globální technologická revoluce, kterou má na svědomí mafie, jež nechává Predátory chytat a pak je i jejich technologii odevzdává neznámé firmě, která je zkoumá a přetváří pro veřejnost. Díky tomu jsou na Zemi paprskové zbraně, inteligentní stroje, létající auta, apod. Predátorovým úkolem je zastavit řádění, zničit gang, který je za toto zodpovědný a zjistit, kdo je distributorem mimozemské technologie. Jelikož ale neví, který z gangů loví jeho druhy, musí svůj lov vzít systematicky, jednu bandu po druhé.
V "Neonopolis- městě světel" (novém New Way-City) se ve zprávách objeví tajemné vraždy. Šílený boss místního Voodoo-gangu, "Temný Loa" ví, kdo za nimi stojí. Jeho bájný "Škorpioní bůh", proto nabádá svoje lidi k lovu na nebezpečného zabijáka. Predátor musí gang vyvraždit, poté odrazit útok policie a jejich bitevních robotů a pak bojovat proti Temnému Loaovi. Po stažení z kůže první mafie se přesune k dalšímu cíli. Na druhém konci města oceánské čtvrti, kde nyní nevládnou žádná pravidla, musí vraždit členy drogového kartelu, zlikvidovat jejich dealery a následně i jejich nejlepší bojovníky. Po stažení dalšího gangu se musí přesunout na jednu biosférní kupoli uprostřed oceánu, kde na ostrově žije bohatý, ale velmi starý mafiánský boss Don Giovanni. Ten má ale své vlastní nepřátele v podobě své šílené vnučky, která se v bitevním robotovi rozhodla probojovat skrze jeho ochranku a zdědit jeho majetek po svém. Predátor se musí dostat přes zabezpečenou zónu s laserovými gatlingy a EMP minami, pak zlikvidovat gang včetně Dona a vyzvednout si trofej v podobě uloupeného predátořího kopí.
V centru města vyhledá poslední gang. Zápasníky "Los Matadores", pod vedením patetika El Munga, který oslavuje úmrtí svých soků. Když je však několik z jeho mužů staženo z kůže, dostane strach a vyhlásí hon na jejich vraha. Poté, co Predátor vyvraždí celý gang, se Mongo spojí s jistou slečnou Lucretií, která by mohla být odebíratelem technologií, a chce pomoc. Ta mu sice vynadá, ale pak za ním pošle svého drahého Viktora a jeho jednotku "Machine men". I tu musí Predátor pobít. Lucretie pošle Monga do tábora v docích, kde jej uvítají striptérky, které tábor střeží pod velením "Baby Blew", jež se Mongovi "věnuje" než dorazí Predátor. Ten zničí generátor a odmaskuje striptérky, které se ukáží být nájemným komandem. Predátor zničí jejich transport, pozabíjí komando a na konec zabije i samotného Monga.
Pak naskočí na kamion, který jej doveze do neznámého pracoviště, kde se ukáže jak před 100 lety přišel Predátor v New Way-City o oko. Zabil totiž mafiánského krále Bruna Borgiu, když chtěl zabít i jeho ženu a novorozence Huntera, ona mu oko vystřelila. Muž, který spolupracuje s Lucretií je právě Hunter Borgia. Predátor zjistí, že Lucretia pracuje pro společnost Weyland-Yutani (která hraje v AVP univerzu hlavní antagonickou roli a na počátku 21. století se teprve stává impériem), která stojí za honem na predátory i za technologickou revolucí. Predátor se musí probojovat skrze bitevní roboty, ochranku i droidí zabijáky aby se dostal k rafinerii modré elektromagnetické horniny, kterou společnost těží a zničit ji. Při útěku vidí zvláštní gangstery podobné bojovníkům Jakuzy jak s Lucretií utíkají transportérem. Naskočí ovšem taky.
Doletí do výzkumné zóny, kde jej překvapí celé vojsko bojových androidů. Ti ho zraní a zajmou. Při převozu do laboratoří se probudí a slyší rozhovor Lucretie a Huntera. Ukáže se, že Lucretie je Hunterova dcera a Brunova vnučka. Predátor je vězněn v laboratoři, odkud unikne a začne se znovuzískáváním svého vybavení. Přijde na to, že společnost zde podniká experimenty na lidech i na unesených predátorech. Obě skupiny nakonec uvolní. Lidští mutanti jsou ale pobiti androidy a predátoři jsou již moc divocí, aby byli schopni komunikace. Venku se střetne se zmutovaným Bio-Lovcem predátorem a s několika členy Jakuzy. Lucretie mluví se zvláštní bytostí v ochranném obleku a v kyslíkové akvární komoře, které říká "MATKA". Ukáže se, že Matka je Borgiova žena, která na začátku skoro zabila predátora. Jeho zelená krev jí před 100 lety dala dlouhověkost a Huntera geneticky "pozměnila". Objeví se Predátor, Lucretia uteče, zatímco Matka se snaží se "Scarfacem", jak jej nazvala, konverzovat. Matka povolá další bod programu výzkumu, Scarfacovy staré přátele, Vetřelce (jenž byli od začátku cílem Weyland-Yutani). I když jej pronásledují vetřelci, musí se Predátor proplazit šachtami a zničit energetické generátory a pak porazit vetřelce, přičemž je opět napaden dalším, ještě větším Bio-Predátorem. Na konec dojde až k Matce, kterou po marném smlouvání probodne. Lucretie hledá otce, který zatím v generátoru DNA dokončil svoji proměnu. Před 100 lety totiž predátorova krev změnila Huntera v hybrida. Nyní je z něj Predhuman, napůl člověk, napůl predátor. Neovládá se a svou dceru zabije. Poté se ocitne na obří soše Bruna Borgiu, Predátor utká s Predhumanem. Jeho úkol je po hybridově smrti dokončen. Pak už jen namaluje jeho zelenou krví na tvář sochy runu svého klanu a odletí.
Na konci se při rokování vědců ukáže, že technologie Prometheus postoupila na další stupeň. Lucretiino tělo bylo vzato a oživeno. Pak je zachycen záběr, jak jsou na staveništi vyráběny první lidské kosmické lodě.